# Philippe Pourchet
Philippe Pourchet (né à Lyon 6e le 14 décembre 1872 et mort à Lyon 1er le 7 mars 1941) est un peintre paysagiste lyonnais.

## Biographie
Philippe Pourchet naît le 14 décembre 1872, 29 avenue de Noailles dans le 6e arrondissement de Lyon, fils d'Édouard  Pourchet, artiste peintre, et de Marie Pauline Thierriat. Son père Édouard Pourchet (1839-1888) est dessinateur pour la soierie. Sa mère Marie Pauline Thierriat est la petite-fille d'Augustin Alexandre Thierriat, peintre et professeur aux Beaux-Arts, dont Édouard  Pourchet est l'élève. 
Philippe Pourchet suit la formation de l'école des beaux-arts de Lyon dans la classe de Castex-Desgrange. Dispensé du service militaire, il participe à La Grande Guerre entre février et avril 1915, il est réformé pour pneumo-torax.
Il épouse Annette Jacquemin, le 15 novembre 1928, à Villeurbanne. 
Il est régisseur de théâtre et musicien . Il consacre ses loisirs à la peinture. 
En 1925, il rejoint le groupe des Ziniars et il fait partie des fondateurs du salon du Sud-Est.
Il est surtout connu pour ses paysages, en particulier ceux de la Dombes où il vit une partie de l'année. 
Il aurait inspiré le peintre Pierre Pelloux. Jean-Albert Carlotti hérite d'une partie de son matériel.

## Style
Régis Bernard constate une similitude entre Giorgio Morandi et Pourchet dans le domaine de la peinture de paysage. « L'un et l'autre décantent des formes nourries et habitées de silence. Leur équilibre rigoureux tend une lumière qui semble émaner de la peinture même, autour de nuances rares et secrètes qui participent plus de la détermination de l'artiste que du motif dont ils se sont inspirés ».
« Il pratique encore une touche divisée postimpressionniste dans des harmonies douces de bleutés et violacés ».

## Expositions
à Lyon
- Exposition Internationale en 1914.
- Salon du Printemps jusqu'en 1918.
- Salon d'Automne jusqu'en 1925.
- Salon du Sud-Est de 1925 à 1941.
- Musée Paul Dini à Villefranche-sur-Saône, Lyon et l'art moderne en 2012.
- Le Musée des Beaux-Arts de Lyon possède huit toiles.